# Nagui Asaad
Pour les articles homonymes, voir Asaad.
Nagui Asaad Youssef (Youssef Asaad)  ناجى أسعد est un athlète égyptien né le 12 septembre 1945.
Il a représenté l'Égypte dans les événements internationaux dans les années 1970 et au début des années 1980 au lancer du poids et au lancer du disque.

## Biographie
Nagui Asaad a été élevé dans une famille copte du Nord de l'Égypte,  Il est diplômé de la faculté d'éducation physique de sport de l'université d'Helwan et a travaillé en tant que membre du corps enseignant. Pendant son travail il a obtenu un doctorat d'éducation physique, et il travaille actuellement en tant que professeur.
Au niveau international, il est classé 130e dans la liste des 150 meilleurs lanceurs de poids avec un meilleur essai à 20.71 mètres.
En Égypte il a joué au basket-ball pour le club d'Al Ahly.
Avec ses collègues Hisham Greis, Hassan Ahmed Hamad et Mohamed Naguib Hamed, il a formé une des plus fortes équipes égyptiennes pour les épreuves de lancers. Beaucoup d'experts  égyptiens en matière de sport les considèrent comme étant l'équipe la plus forte que l'Égypte a jamais eue.
Il  a travaillé pendant longtemps à Bahreïn en tant qu'entraîneur de l'équipe nationale et est retourné en Égypte dans les années 1990 pour travailler dans le même domaine avec l'équipe nationale égyptienne  en tant que directeur technique.
En 1999, il a fondé une école de lancer en Égypte, qui a recruté le lanceur de disque Omar Ahmed El Ghazaly et le lanceur de marteau Mohsen El Anany  qui ont rejoint l'équipe nationale égyptienne ensuite.

### Lancer du poids
| Année | Compétition                         | Ville    | Classement |
| ----- | ----------------------------------- | -------- | ---------- |
| 1971  | Jeux méditerranéens                 | İzmir    | 1er        |
| 1973  | Jeux africains                      | Lagos    | 1er        |
| 1978  | Jeux africains                      | Alger    | 1er        |
| 1979  | Championnats d'Afrique d'athlétisme | Dakar    | 1er        |
| 1979  | Jeux Méditerranéens                 | Split    | 2e         |
| 1982  | Championnats d'Afrique d'athlétisme | Le Caire | 1er        |

### Lancer du disque
| Année | Compétition         | Ville | Classement |
| ----- | ------------------- | ----- | ---------- |
| 1971  | Jeux méditerranéens | İzmir | 2e         |
| 1973  | Jeux africains      | Lagos | 2e         |